# Sophie Vercruyssen
Sophie Vercruyssen (Diest, 22 februari 1992) is een Belgisch voormalig bobsleester. 

## Levensloop
Vercruyssen is als remster in een tweemansbob actief in de internationale bobsleesport sinds 2015. Ze vertegenwoordigde België op de Wereldkampioenschappen bobsleeën van 2015 in Winterberg. Ze werd verkozen boven Annelies Holthof in de selectie.
In 2018 nam ze met An Vannieuwenhuyse deel aan de Olympische Winterspelen in de tweemansbob. In oktober 2018 kondigde ze aan haar sportieve activiteiten stop te zetten.

## Palmares
- winter 2014-2015: Bobsleeën Wereldbekerwedstrijden. Beste resultaat: 4e plaats in Sotsji samen met Elfje Willemsen